# فيوريل إيزو
فيوريل إيزو (6 فبراير 1947 بسيبيو في رومانيا - ) هو مدرب كرة قدم ولاعب كرة قدم روماني في مركز حراسة المرمى. لعب مع Șoimii Sibiu ‏.

## وصلات خارجية
- فيوريل إيزو على موقع قاعدة بيانات كرة القدم.إي يو (الإنجليزية)
- فيوريل إيزو على موقع عالم كرة القدم.نت (الإنجليزية)